# Daniel Stern
Daniel Jacob Stern (Betheseda, Maryland, SAD, 28. ožujka 1957.) američki je filmski i televizijski glumac. Glumio je u mnogim holivudskim filmovima, a hrvatskoj javnosti najpoznatiji je po ulozi šašavog lopova Marva iz obiteljske komedije Sam u kući i Sam u kući 2: Izgubljen u New Yorku.

## Rani život
Daniel Stern rođen je u gradu Bethesedi, gradu u saveznoj državi Maryland. Seli se u grad Shamokin, Pennsylvania gdje uči kako postati ekstremni talent u glumačkoj učionici. Stern je visok 193 centimetra, te se izjašnjava kao židov. Njegov brat je televizijski pisac David M. Stern.

## Privatni život
Daniel Stern se oženio Laurom Mattos 1980. godine. Imaju troje djece.     

## Vanjske poveznice
- Daniel Stern u internetskoj bazi filmova IMDb-u (engl.)